# Jesús Barón Rodríguez
Jesús Barón Rodríguez nació el 24 de agosto de 1979. Es un Maestro Internacional de ajedrez español.

## Resultados destacados en competición
Ganó el IV Campeonato de España individual abierto, en Sevilla en el año 2004.
Campeón de España de Selecciones autonómicas, en Gijón en el año 2011

## Aportación literaria
Jesús Barón escribió en libro sobre ajedrez:
- Diez años de ajedrez, editorial Mira, ISBN 9788484651246, año 2003.